# Кірхдорф-ан-дер-Кремс
Кірхдорф-ан-дер-Кремс (нім. Kirchdorf an der Krems) — місто в Австрії, у федеральній землі Верхня Австрія.
Центр округу Кірхдорф-ан-дер-Кремс. Населення становить 4502 особи (на 1 січня 2018 року). Займає площу 2,78 км². 

## Визначні місця
- Замок
- Костел Св. Георга

## Видатні уродженці
- Герлінде Кальтенбруннер